# The Mirrors of My Soul
Albums de Rim Banna
Lullabies from the Axis of Evil (2004) This was not my story (2006) Rim Banna & Henrik Koitz
The Mirrors of My Soul est un album de l'artiste palestinienne Rim Banna, sorti en 2005. Rim Banna, qui a acquis une renommée mondiale grâce au projet Lullabies from the Axis of Evil, revient avec un groupe norvégien avec un enregistrement résolument folk-pop de chansons palestiniennes. Produit en coopération avec un quintet norvégien, il présente un « style pop occidental » fusionné avec des structures modales et vocales du Moyen-Orient et des paroles en arabe. Bien que le style de cet album diffère des enregistrements précédents, les thématiques fondamentales chères à l'artiste s'y retrouvent. L'album inclut des "chansons qui traitent des sujets difficiles d'une manière réfléchie et subtile : le désespoir et d'espoir, la vie d'un peuple en lutte et le rapport à ses dirigeants - comme la chanson sur Arafat, dirigeant palestinien et président de l'AP défunt".

## Liste des titres
1. "The Mirrors Of My Soul" - 6:19 (مرايا الروح)
2. "The Carmel Of My Soul" - 4:37 (كرمال الروح)
3. "Malek" - 4:08 (مالك)
4. "Ya Jammal" - 4:36 (ياجمال)
5. "Masha'al" - 4:51 (مشعل)
6. "Sarah" - 5:10 (سارة)
7. "The Moon Glowed" - 4:01 (لاح القمر)
8. "The Top Of The Mountain" - 5:24 (راس الجبل)
9. "Fares Odeh" - 5:57 (فارس عودة)
10. "The Grandma With A Limp" - 3:53 (ستّي العرجة)
11. "The Voice, The Fragrance And The Figure" - 6:11 (الصوت والرائحة والشكل)

## Musiciens
- Rim Banna, chant
- Elvind Aarset, guitare
- David Wallumrød, piano et claviers
- Gjermund Silset, guitare basse
- Rune Arnesen, batterie